# Nélida Bilbao
Pour les articles homonymes, voir Bilbao (homonymie).
Nélida Bilbao (janvier 1915 - août 1990) est une actrice argentine. Elle apparaît dans vingt-six films entre 1938 et 1963. Elle a notamment joué dans le film La Chatte de Mario Soffici.

## Filmographie sélective
- Reportaje en el infierno (1959)
- Las modelos (1963)
- Un guapo del 900 (inconclusa - 1952)
- Derecho viejo (1951)
- ¿Vendrás a medianoche? (1950)
- La Chatte (1947)
- El muerto falta a la cita (1944)
- La verdadera victoria (1944)
- Un atardecer de amor (1943)
- Valle negro (1943)
- La juventud manda (1943)
- Incertidumbre (1942)
- La novela de un hombre pobre (1942)
- La maestrita de los obreros (1942)
- Yo conocí a esa mujer (1942)
- El más infeliz del pueblo (1941)
- Novios para las muchachas (1941)
- Mi fortuna por un nieto (1940)
- Pueblo chico, infierno grande (1940)
- Ha entrado un ladrón (1940)
- El astro del tango (1940)
- La modelo y la estrella (1939)
- La vida es un tango (1939)
- Mi suegra es una fiera (1939)
- Divorcio en Montevideo (1939)
- Los apuros de Claudina (1938)
- Jettatore (1938)
- Mujeres que trabajan (1938)